# Swine (canción de Demi Lovato)
«Swine» —en español: «Cerda»— es una canción de la cantante y compositora estadounidense Demi Lovato. Fue lanzada como un sencillo de caridad el 22 de junio de 2023 a través de Island Records. La canción fue escrita por Lovato junto con Laura Veltz, Upsahl y sus productores Warren "Oak" Felder, Alex Niceforo y Keith "Ten4" Sorrells. Junto a ella se lanzó un video musical dirigido por Meriel O'Connell.

## Antecedentes y composición
Al lanzar por sorpresa la canción el 22 de junio de 2023, Lovato explicó su origen en las redes sociales: "Ha pasado un año desde la decisión de la Corte Suprema de los Estados Unidos de desmantelar el derecho constitucional a una aborto seguro, y aunque el camino a seguir será desafiante, debemos continuar unidos en nuestra lucha por la justicia reproductiva". La canción fue lanzada como una canción de protesta dos días antes del primer aniversario de la decisión de la Corte Suprema de los Estados Unidos de revocar el caso Roe contra Wade. Durante un período de un año, las ganancias netas de Lovato de «Swine» se donarán al Fondo de Justicia Reproductiva de la Fundación Demi Lovato, que se destinará a tres organizaciones sin fines de lucro: NARAL Pro-Choice America, Plan C y la National Network of Abortion Funds.
«Swine» fue descrita como una canción de pop-punk y un «himno» de rock y nu metal. Billboard describió la canción como «Lovato en su momento más furioso e impulsada por una justa indignación».

## Video musical
El video musical fue dirigido por Meriel O'Connell y producido por Jagger Corcione y Becca Standt. Recibió dos nominaciones en los MTV Video Music Awards 2023, en las categorías Mejor video para el bien y Mejor video pop.

## Historial de lanzamiento
| Región | Fecha                | Formato(s)                 | Discográfica(s) | Ref.  |
| ------ | -------------------- | -------------------------- | --------------- | ----- |
| Varios | 25 de agosto de 2023 | Descarga digital streaming | Island Records  | [ 7 ] |